# Jean-Joseph Mounier

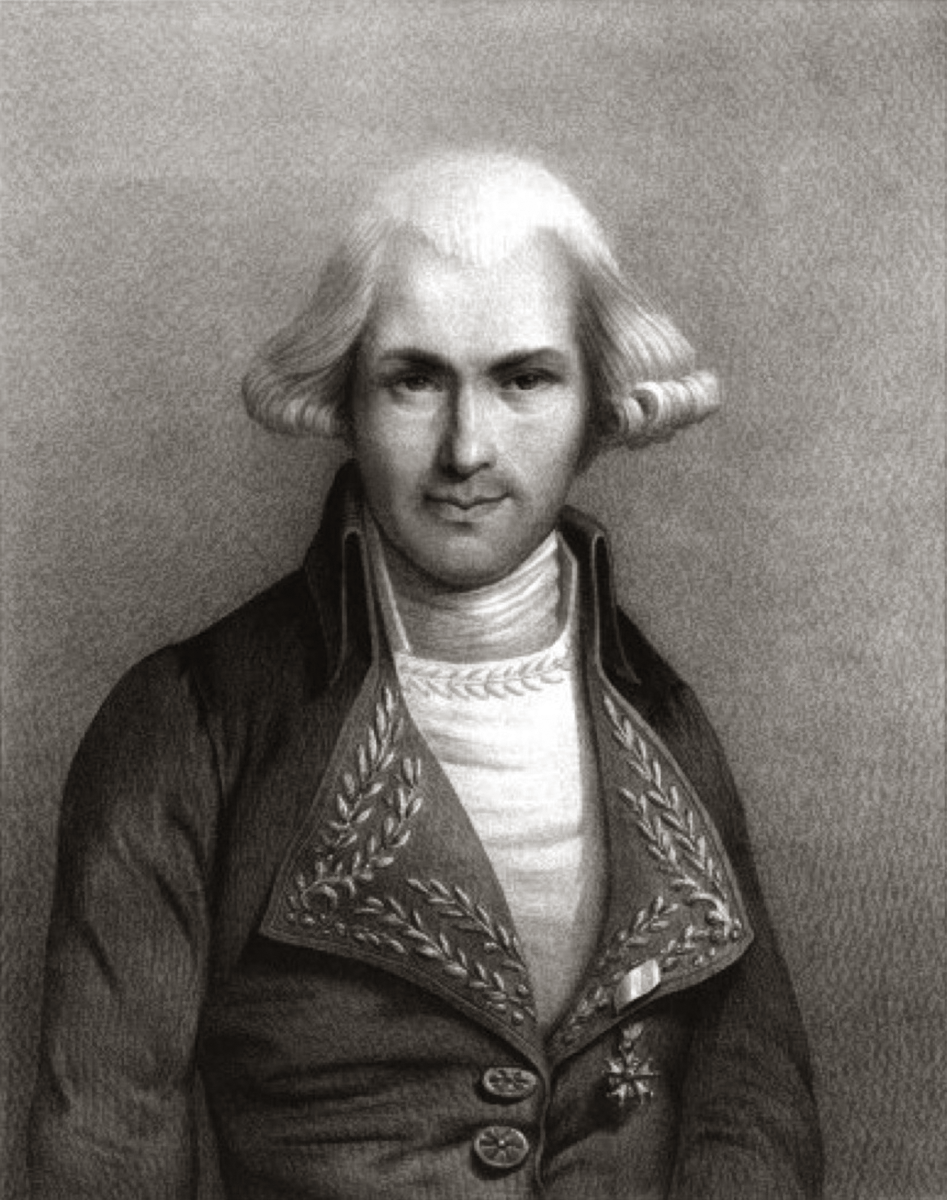
Jean-Joseph Mounier, Lithografie aus dem Album du Dauphiné (vor 1839)

Jean-Joseph Mounier (* 12. November 1758 in Grenoble, Département Isère; † 26. Januar 1806 in Paris) war ein Politiker während der Französischen Revolution.

## Leben
Jean-Joseph Mounier wurde als Sohn eines Tuchhändlers geboren. Er studierte in Orange die Rechte und übte seit 1779 den Beruf eines Anwalts aus. 1783 kaufte er sich das Amt eines Richters am Stadtgericht zu Grenoble.
Im Juni 1788 forderte der Aufklärer während des sogenannten Tages der Ziegel für das Dauphiné Provinzialstände einzuberufen, in denen der Dritte Stand ebenso stark vertreten sein sollte wie Klerus und Adel zusammen. Am 21. Juli 1788 versammelten sich die Provinzialstände in Vizille. Es nahmen 50 Geistliche, 165 Adlige und 276 Vertreter des Dritten Standes teil, wobei die unteren Schichten des Dritten Standes ausgeschlossen blieben. In Vizille forderten die Provinzialstände die Einberufung der Generalstände von Frankreich.
Mounier wurde vom Dritten Stand seiner Heimatstadt im Frühjahr 1789 zum Abgeordneten der Generalstände (États généraux) gewählt. Er rief am 20. Juni 1789 zum Ballhausschwur auf und wurde am 6. Juli 1789 von der Konstituante in den Verfassungsausschuss berufen.
Als dessen Sprecher initiierte er die Erklärung der Menschen- und Bürgerrechte.
Mounier bekannte sich zu der Monarchie, trat für ein uneingeschränktes Vetorecht Ludwigs XVI. und für ein Ober- und Unterhaus nach englischem Vorbild ein. Die Konstituante lehnte diese Vorschläge ab. Aus diesem Grund schied Mounier am 10. September 1789 aus dem Verfassungsausschuss aus. Trotzdem amtierte er vom 28. September bis 10. Oktober 1789 als Präsident der Konstituante. Am 5. und 6. Oktober 1789 zogen ca. 10.000 hungernde Menschen nach Versailles. Sie forderten den König auf, Paris mit Brot zu versorgen. Außerdem zwang die Commune von Paris den König, seine Residenz nach Paris zu verlegen. Diese Ereignisse führten zum vorläufigen Abtreten der Monarchisten von der politischen Bühne. Mounier zog sich am 10. Oktober 1789 von Versailles nach Grenoble zurück. Am 15. November 1789 legte er seine Nationalversammlungsmandat nieder. Am 22. Mai 1790 schließlich floh er in das schweizerische Genf, wo er 1792 sein zweibändiges Hauptwerk mit dem Originaltitel "Recherches sur les causes qui ont empêché les François de devenir libre, et sur les moyens qui leur restent pour acquérir la liberté" veröffentlichte.
1795 hielt er sich zeitweise in London auf, wo er als Erzieher eines Hochadligen tätig war. Dann ging er nach Bern, wo er die deutsche Sprache erlernte.
Ende 1795 übersiedelte er nach Thüringen, wo er von 1796 bis 1801 im Weimarer Schloss Belvedere ein Erziehungsinstitut leitete, welches vorwiegend von wohlhabenden jungen Engländern besucht wurde. Dort lehrte er Philosophie, Geschichte und Staatsrecht. Als er 1801 in einem adligen Kavaliersstreit persönlich Partei ergriff und seine Eingabe von dem zuständigen Gericht in Jena abgewiesen wurde, kehrte er nach Frankreich zurück. 1802 wurde Mounier von Napoleon Bonaparte zum Präfekten des bretonischen Départements Ille-et-Vilaine ernannt. 1804 wurde Mounier in die Ehrenlegion aufgenommenen und 1805 zum Staatsrat bestimmt. Am 26. Januar 1806 verstarb Jean-Joseph Mounier in Paris.

## Schriften
- Projet des premiers articles de la Constitution (1789)
- Déclaration des droits de l'homme et du citoyen (1789)
- Nouvelles observations sur les États-Généraux de France (1789)
- Rapport de M. Mounier (1789)
- Exposé de la conduite de M. Mounier, dans l'Assemblée nationale, et des motifs de son retour en Dauphiné (1789)
- Considérations sur les gouvernements, et principalement sur celui qui convient a la France. (1789)
- Lettre écrite à la municipalité & au comité du bourg de Veynes (1789)
- Rapport du comité chargé du travail sur la constitution (9 juli 1789)
- Aux Dauphinois (1790)
- Appel au tribunal de l'opinion publique du rapport de M. Chabroud, et du décret rendu par l'Assemblée nationale le 2 octobre 1790. Examen du mémoire du duc d'Orléans, et du plaidoyer du comte de Mirabeau, et nouveaux ecclaircissemens sur les crimes du 5 et du 6 octobre 1789 (1790)
- Réflexions politiques sur les circonstances présentes (1790)
- Observations sur l'état passé, présent et futur de la nation, et de l'influence du publiciste Mably sur la Révolution (1791)
- Recherches sur les causes qui ont empêché les Français de devenir libres, et sur les moyens qui leur restent pur aquiérir la liberté. Tome premier; Tome second. Genève (1792)
- Adolphe, ou principes élémentaires de politique, et résultats de la plus cruelle des expériences (1795)
- De l'influence attribuee aux philosophes, aux francs-masons et aux illumines sur la revolution de la France. Tübingen (1801)[8]
- Betrachtungen über die Staatsverfassungen, vorzüglich über diejenige, welche dem französischen Staates angemessen ist. Johann Michael Mauke, Jena 1791.
- Entwicklung der Ursachen, welche Frankreich gehindert haben zur Freiheit zu gelangen. Erster Theil; Zwieter Theil. Friedrich Vieweg, Berlin 1795.
- Adolph, oder Resultate der allerschmerzlichsten Erfahrung. Dyk, Leipzig 1797.